# ام‌اس‌سی مایا
ام‌اس‌سی مایا (به انگلیسی: MSC Maya) یک کشتی کانتینری که توسط کشتی‌سازی و مهندسی دریایی دوو برای شرکت ام‌اس‌سی در سال ۲۰۱۵ ساخته شده است.